# Eric Trump
Eric Frederick Trump  (New York, New York, 6 januari 1984) is een Amerikaans zakenman. Hij is het derde kind van de vastgoedondernemer en 45e en 47e president van de Verenigde Staten Donald Trump met diens ex-vrouw Ivana, na zijn broer Donald jr. (1977) en zus Ivanka (1981). 
Trump studeerde financiën en management aan de Universiteit van Georgetown in Washington D.C.
Hij werd medewerker van The Trump Organization in 2006, waar hij nu Executive Vice President is. In datzelfde jaar richtte hij de Eric Trump Foundation op die zich bezighoudt met het inzamelen van geld voor kankerpatiënten en terminaal zieke kinderen.
Sinds november 2014 is Trump getrouwd met Lara Yunaska. Samen hebben zij twee kinderen.
Hij gaf een toespraak tijdens de derde dag van de Republikeinse Partijconventie op 20 juli 2016.
- International Standard Name Identifier: 0000 0004 4990 4780
- Library of Congress Control Number: no2021035647
- Système universitaire de documentation: 245146008
- Virtual International Authority File: 316029507